# 하후광희
하후광희(夏侯光姬, 3세기 추정 ~ 307년)는 서진의 인물로 낭야공왕 사마근의 왕비이자 동진의 초대 황제 동진 원제의 모후로 자는 동환(銅環)이다.

## 생애
어려서부터 총명함을 보였다고 하며 서진의 낭야왕인 사마근의 왕비로 간택되었고 276년 원제로 즉위하는 사마예를 낳았다. 290년 사마근이 죽고 사마예가 낭야왕으로 즉위하자 왕태비(王太妃)로 높여졌다. 이후 사마예가 318년 원제로 즉위했음에도 하후광희는 황후로 추존되지 않았다.
북위서에 따르면 하후광희가 우금과 간통하여 사마예를 낳았다고 하나 신빙성이 부족하다.

## 가족
- 증조부: 하후연
- 조부: 하후위
- 부친: 하후장(夏侯莊)
- 모친: 태산 양씨(泰山羊氏)
- 아들: 원제(元帝) 사마예

## 참고
- 夏侯光姬